# D=OUT
D=OUT는 일본의 비주얼계 록 밴드이다.